# Astronomischer Stuhl

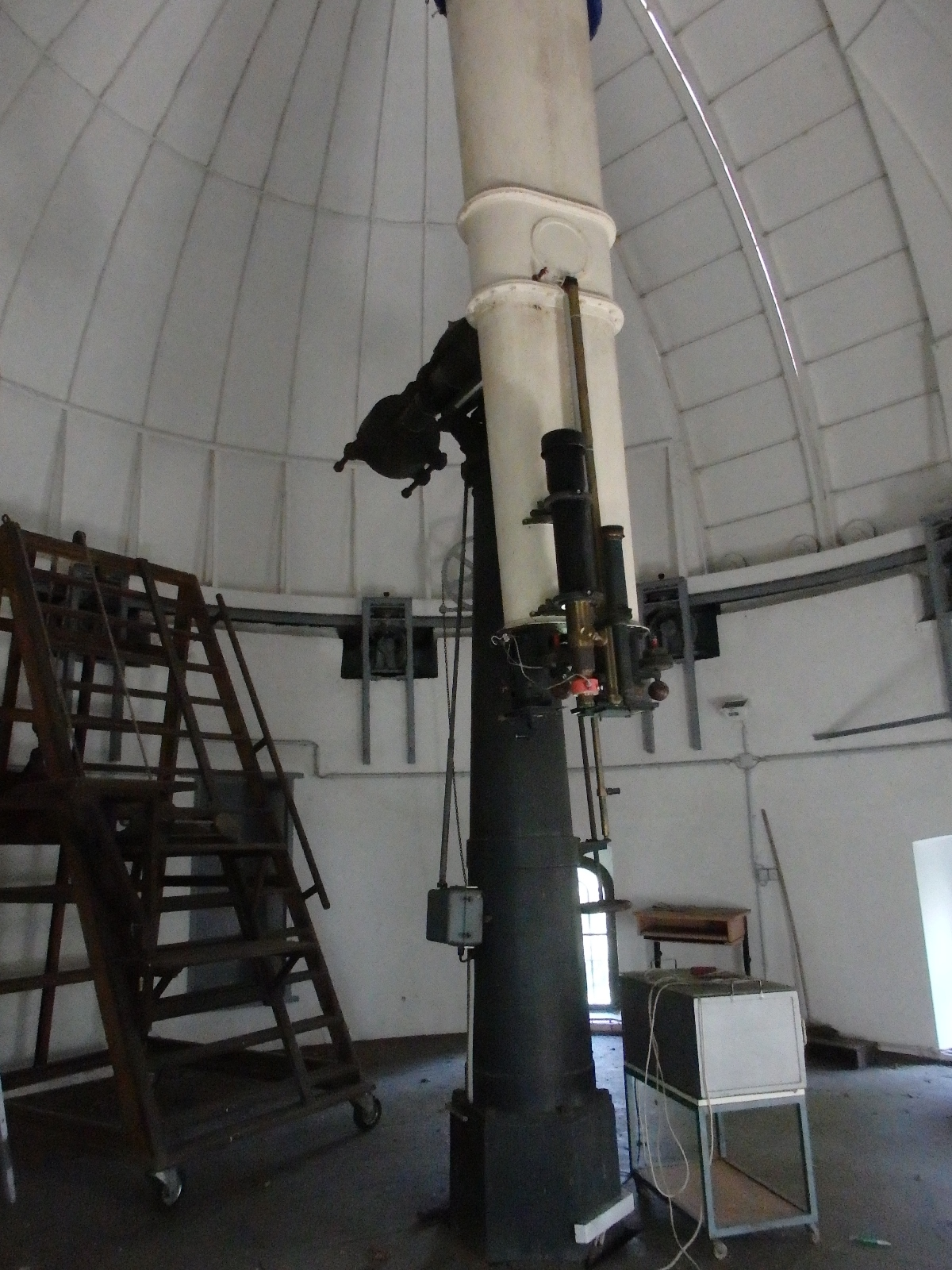
3-Meter-Doppelastrograf der Univ.Sternwarte Wien von ca. 1910, links der Astronomische Stuhl

Der astronomische Stuhl oder Beobachterstuhl ist bzw. war für Sternwarten mit großen Teleskopen auf hohen Teleskopsäulen eine Hilfe für den Observator, mit dem Auge bzw. mit Messgeräten an das Okular des Fernrohrs heranzukommen.
Er ist eine Kombination von Leitern in Form eines 3–10 Meter hohen Schrägaufzugs, bei dem sich der Beobachter auf einer stuhlähnlichen Sitzfläche mittels Seilzug selbst in die passende Höhe bringen kann.
Bei den Riesenteleskopen der Jahrhundertwende, die Baulängen von 10 bis 20 Metern erreichten, wurde die Mechanik der Beobachterstühle so weit verbessert, dass der Astronom sich auch hinauf mit einem Kraftaufwand von etwa einem Viertel seines Körpergewichts ziehen konnte (hinunter ging es wesentlich leichter). Vereinzelt gab es auch einen elektrischen Antrieb, was den Konstruktionen den humorvollen Namen "elektrischer Stuhl" verschaffte.
Ab etwa 1910 ging man dazu über, die Astronomischen Stühle durch Hebebühnen zu ersetzen, die durch 4 dicke Gewindespindeln und Gegengewichte eine ruhige Höhenbewegung erlaubten. Beispielsweise wurde die Hauptkuppel der Universitätssternwarte Wien im Jahr 1930 mit einer solchen Hebebühne ausgestattet; sie nimmt mit etwa 14 Meter Durchmesser den Großteil des Querschnitts der Sternwartekuppel ein.